# Avilaia cordillerensis
Genre
Espèce
Avilaia cordillerensis, unique représentant du genre Avilaia, est une espèce d'opilions laniatores de la famille des Zalmoxidae.

## Distribution
Cette espèce est endémique de l'État de La Guaira au Venezuela. Elle se rencontre vers Vargas.

## Description
Le mâle holotype mesure 1,79 mm et la femelle paratype 1,80 mm.

## Étymologie
Son nom d'espèce, composé de cordiller[a] et du suffixe latin -ensis, « qui vit dans, qui habite », lui a été donné en référence au lieu de sa découverte, cordillère de la Costa.

## Publication originale
- González-Sponga, 1998 : « Aracnidos de Venezuela. Cinco nuevos generos y cinco nuevas especies de microopiliones en la hojarasca del bosque tropical (Opiliones: Laniatores: Phalangodidae). » Acta Biologica Venezuelica, vol. 18, no 4, p. 27–41.